# Костолна-Зарјечје
Костолна-Зарјечје (слч. Kostolná-Záriečie) насељено је мјесто са административним статусом сеоске општине (слч. obec) у округу Тренчин, у Тренчинском крају, Словачка Република.

## Становништво
| Година:    | 1994. | 2004.   | 2014.   | 2024.   |
| ---------- | ----- | ------- | ------- | ------- |
| Број људи: | 662   | 645     | 658     | 671     |
| Разлика:   |       | -2,56 % | +2,01 % | +1,97 % |

| Година:    | 2023. | 2024.   |
| ---------- | ----- | ------- |
| Број људи: | 672   | 671     |
| Разлика:   |       | -0,14 % |

Према подацима о броју становника из 2024. године насеље је имало 671 становника.